# Ulick Richardson Evans
Ulick Richardson Evans  (31 de marzo de 1889 - 3 de abril de 1980) fue un químico británico especializado en la corrosión de los metales.

## Vida
Nació en Wimbledon, Londres y se educó en el Marlborough College (1902-1907) y en el King's College de Cambridge (1907-1911). Realizó investigaciones sobre la electroquímica en Wiesbaden y Londres hasta ser interrumpidas por la Primera Guerra Mundial, durante la cual sirvió en el Ejército.
Después de la guerra regresó a Cambridge, donde realizó una investigación sobre la corrosión y oxidación de los metales ayudando a desarrollar las leyes científicas de la corrosión y escribió más de 200 artículos científicos en el proceso, así como varios libros.
Elegido miembro de la Real Sociedad en 1949, en su cita declaró que él era " uno de los líderes en materia de corrosión metálica. He publicado una serie de documentos sobre este tema así como los libros que han sido traducidos a varios idiomas extranjeros. En la técnica experimental fui el primero en separar las películas de óxido de corrosión de las superficies y diseñar experimentos para poner a prueba la teoría electroquímica de la corrosión por el diferencial de aireación." 
Se retiró en 1954 y murió en Cambridge, en 1980.

## Honores y premios
- 1930: ganó la Medalla y Premio Beilby de la Real Sociedad de Química[3]
- 1949: es elegido miembro de la Royal Society[4]
- 1955: se le concede la Medalla de Paladio por la Sociedad de Electroquímica.[1]
- 1973: se le concede el CBE

## Publicaciones
- Metals and Metallic Compounds, 1923
- Corrosion of Metals, 1924
- Metallic Corrosion Passivity and Protection, 1937
- An Introduction to Metal Corrosion, 1948